# Кубок Бельгії з футболу 2022—2023
Кубок Бельгії з футболу 2022—2023 (нід. Beker van België) — 68-й розіграш кубкового футбольного турніру в Бельгії. Титул вчетверте здобув «Антверпен».

## Календар
| Раунд            | Дата                        | Матчі | Клуби     |
| ---------------- | --------------------------- | ----- | --------- |
| Попередній раунд | 24 липня 2022               | 8     | 314 → 306 |
| Перший раунд     | 29–31 липня 2022            | 108   | 306 → 198 |
| Другий раунд     | 6–7 серпня 2022             | 78    | 198 → 120 |
| Третій раунд     | 13–16 серпня 2022           | 48    | 120 → 72  |
| Четвертий раунд  | 20–23 серпня 2022           | 24    | 72 → 48   |
| П'ятий раунд     | 27 серпня – 25 вересня 2022 | 16    | 48 → 32   |
| 1/16 фіналу      | 8–10 листопада 2022         | 16    | 32 → 16   |
| 1/8 фіналу       | 20–21 грудня 2022           | 8     | 16 → 8    |
| 1/4 фіналу       | 11–12 січня 2023            | 4     | 8 → 4     |
| 1/2 фіналу       | 1 лютого – 2 березня 2023   | 4     | 4 → 2     |
| Фінал            | 30 квітня 2023              | 1     | 2 → 1     |

## Регламент
Згідно з регламентом у перших п'яти раундах беруть участь клуби нижчих дивізіонів чемпіонату Бельгії. Клуби провідного дивізіону стартують у шостому раунді з 1/16 фіналу.

## 1/16 фіналу
| Команда 1                   | Рахунок      | Команда 2         |
| --------------------------- | ------------ | ----------------- |
| 8 листопада 2022            |              |                   |
| Серен                       | 4:1 дч       | Шарлеруа          |
| Дендер (2)                  | 0:1          | Стандард (Льєж)   |
| Дейнзе (2)                  | 3:0          | Ейпен             |
| Франч Боренс (3)            | 0:5          | Ауд-Геверле Левен |
| 9 листопада 2022            |              |                   |
| Вестерло                    | 0:1          | Генк              |
| Ломмель (2)                 | 0:1          | Зюлте-Варегем     |
| Серкль (Брюгге)             | 3:1          | Беєрсхот (2)      |
| Патро Ейсден Масмехелен (3) | 0:2 дч       | Брюгге            |
| Сінт-Трейден                | 1:0          | Мо (4)            |
| Локерен-Темсе (4)           | 0:5          | Мехелен           |
| Дессел Спорт (3)            | 0:5          | Гент              |
| Тес Спорт (3)               | 1:4          | Остенде           |
| Капеллен (4)                | 1:7          | Уніон Сент-Жілуаз |
| 10 листопада 2022           |              |                   |
| Лірс Кемпезонен (2)         | 2:2 пен. 8:9 | Андерлехт         |
| Беверен (2)                 | 2:2 пен. 2:4 | Антверпен         |
| РВДМ 47 (2)                 | 1:3          | Кортрейк          |

## 1/8 фіналу
| Команда 1         | Рахунок  | Команда 2       |
| ----------------- | -------- | --------------- |
| 20 грудня 2022    |          |                 |
| Антверпен         | 4:0      | Стандард (Льєж) |
| Мехелен           | 1:0      | Серен           |
| Уніон Сент-Жілуаз | 2:1      | Остенде         |
| Ауд-Геверле Левен | 1:3      | Кортрейк        |
| Гент              | 2:0 (дч) | Серкль (Брюгге) |
| 21 грудня 2022    |          |                 |
| Брюгге            | 1:4      | Сінт-Трейден    |
| Генк              | 1:0 (дч) | Андерлехт       |
| Дейнзе (2)        | 1:2      | Зюлте-Варегем   |

## 1/4 фіналу
| Команда 1         | Рахунок | Команда 2    |
| ----------------- | ------- | ------------ |
| 11 січня 2023     |         |              |
| Кортрейк          | 0:1     | Мехелен      |
| Зюлте-Варегем     | 2:0     | Сінт-Трейден |
| Генк              | 0:3     | Антверпен    |
| 12 січня 2023     |         |              |
| Уніон Сент-Жілуаз | 4:0     | Гент         |

## 1/2 фіналу
| Команда 1                 | Заг.         | Команда 2 | 1-й матч | 2-й матч |
| ------------------------- | ------------ | --------- | -------- | -------- |
| 1 лютого – 2 березня 2023 |              |           |          |          |
| Уніон Сент-Жілуаз         | 1:1 пен. 3:4 | Антверпен | 1:0      | 0:1      |
| 2 – 28 лютого 2023        |              |           |          |          |
| Зюлте-Варегем             | 1:3          | Мехелен   | 1:2      | 0:1      |

## Фінал
| 30 квітня 2023 14:30 (UTC+2) |

| Мехелен | 0:2      | Антверпен                                |
| ------- | -------- | ---------------------------------------- |
|         | Протокол | Янссен 35' (пен.) Баліквіша 71' (Стенгс) |

| Стадіон імені короля Бодуена, Брюссель Арбітр: Жонатан Лардо |